# Zonocryptus tosquinetii
Zonocryptus tosquinetii är en stekelart som först beskrevs av Dalla Torre 1902.  Zonocryptus tosquinetii ingår i släktet Zonocryptus och familjen brokparasitsteklar. Inga underarter finns listade i Catalogue of Life.